# Картини
Карти́ни (Раден Адженг Картини (индон. Raden Adjeng Kartini); 21 апреля 1879, Центральная Ява, Голландская Ост-Индия — 17 сентября 1904, Центральная Ява, Голландская Ост-Индия) — индонезийская общественная деятельница и активистка, идеолог женского образования, считается первой феминисткой Индонезии.

## Краткая биография
Картини происходила из аристократической яванской семьи, получила образование западного образца. Выступала против старых феодальных обычаев, подчёркивала необходимость обучения женщин, выступала против многожёнства и браков в детском возрасте. Считала просвещение главным фактором развития индонезийской нации. Создала первую в стране школу для девочек. Была предшественницей национально-освободительного движения, участники которого испытали определённое влияние её идей. «Движение яванцев только зарождается, - писала она в 1900, имея в виду, в сущности, всех индонезийцев. — В будущем борьба развернётся во всю ширь, и тем, кто окажется в рядах борцов, придётся сражаться не только с конкретным противником, но и с мягкотелостью своих же соплеменников. Целью этой борьбы станут интересы нации».
Переписка Картини с европейскими друзьями издана в 1911 г. под названием «От тьмы к свету», помогла популяризировать её взгляды. В современной Индонезии Картини рассматривается как один из символов национального движения: в её честь названы школы, а сама она посмертно получила звание национальной героини. Умерла при родах.

## Награды
- Национальный герой Индонезии (1964)[6]

## Память
- Фильм «Картини» (1981, режиссёр Шуманджая)